# تابوت توراة

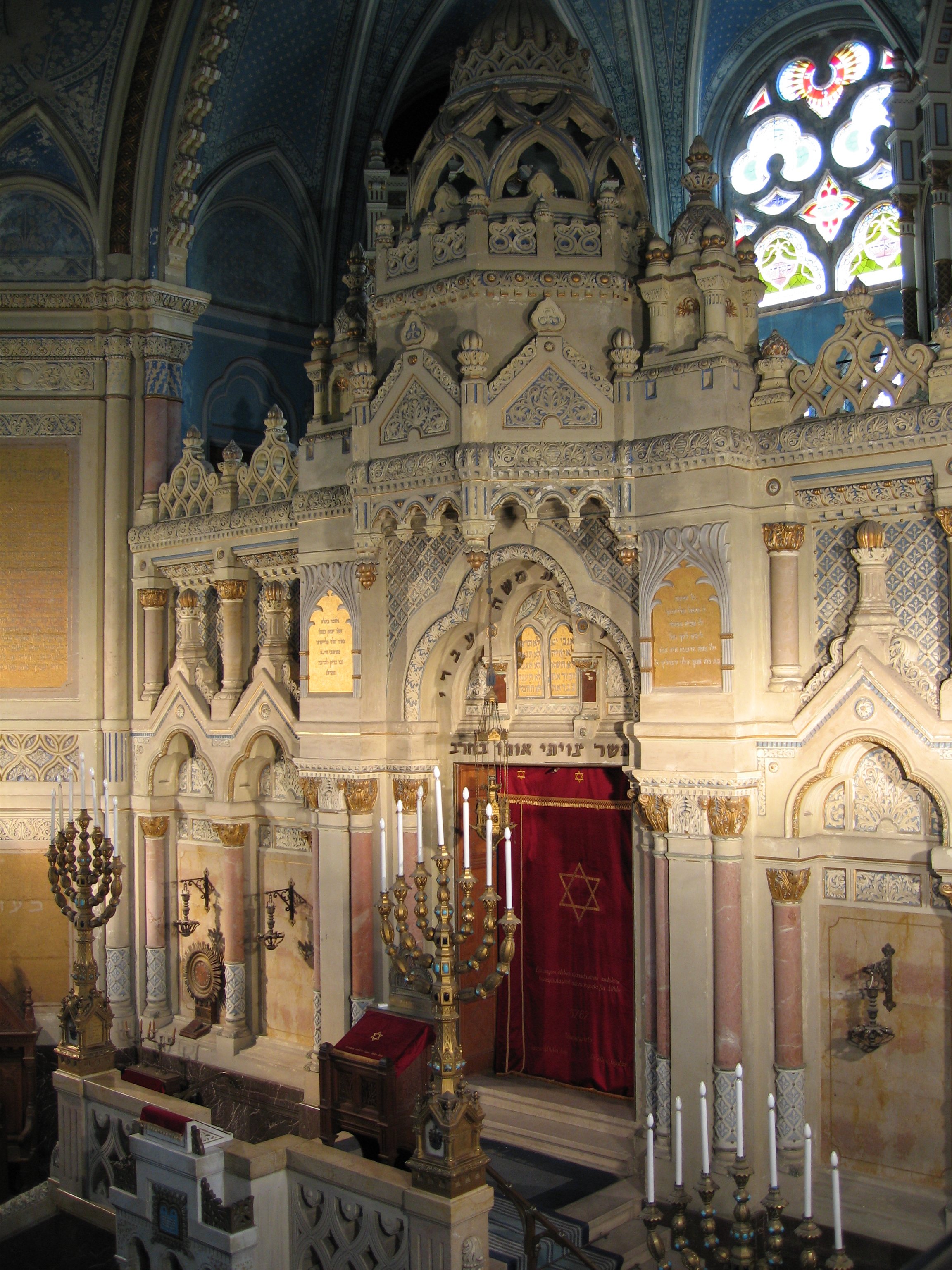
تابوت التوراة في كنيس سيجد

الكِلْوَاذ (بالعبرية: הֵיכָל هيخال أو אָרוֹן קׄדֶש أَرون قُدَش)، أي تابوت التوراة، هو عامة موضع أو خزانة أو صندوق في الكنيس يضع فيه سفر التوراة. غالبا، تابوت التوراة يضم ستارا خارج أبواب التابوت (كما هي العادة عند الأشكناز والمزراحيين) أو داخل أبوابه (كما هي العادة عند السفارديم في الأندلس والمغرب). اسمه بالعبرية عند الأشكناز هو أَرون قُدَش (تابوت مقدس) وعند السفارديم هو هيخال (هيكل أي مكان مقدس كما في هيكل سليمان).

## معرض

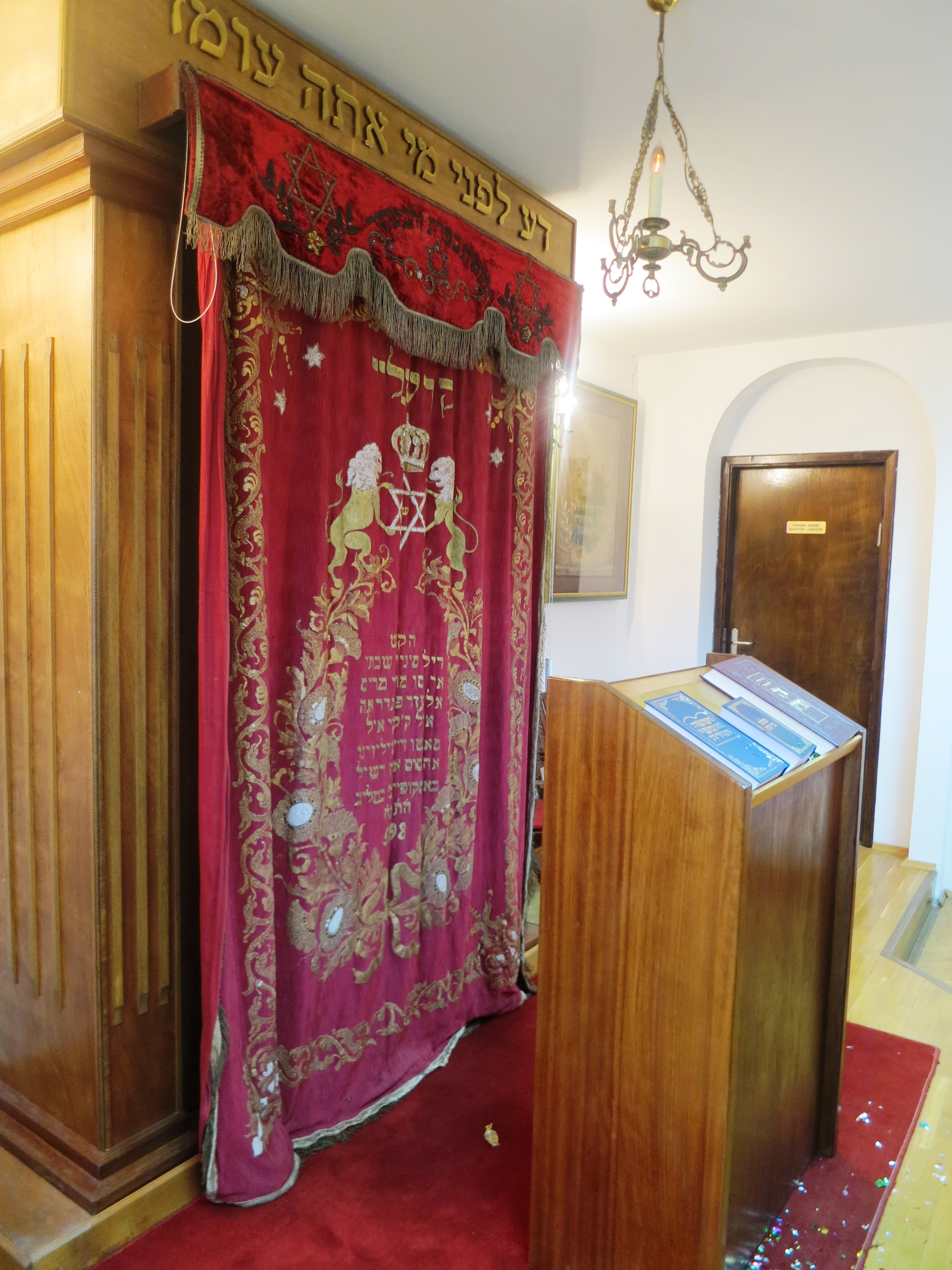
كنيس في مقدونيا
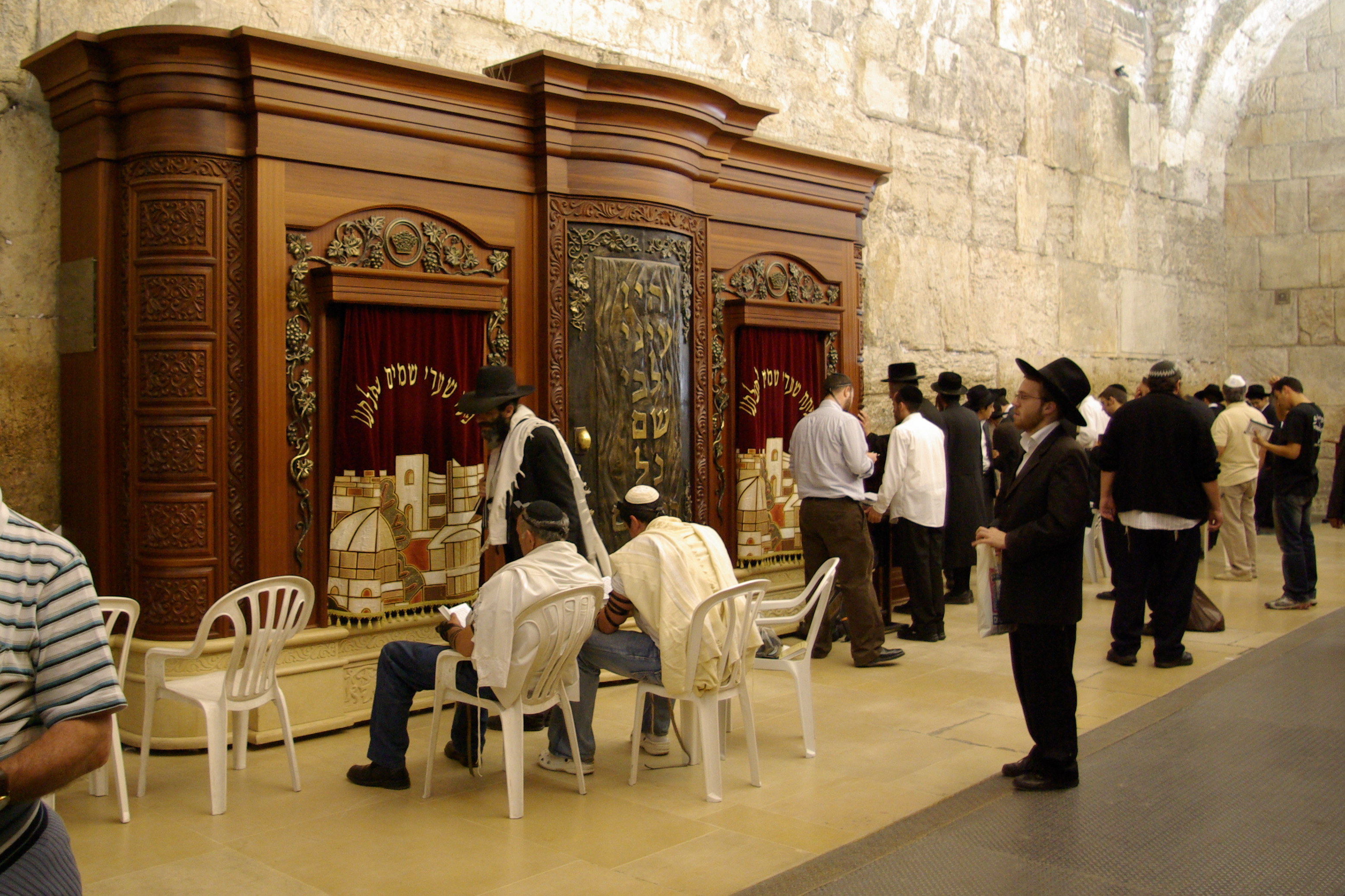
كنيس في القدس
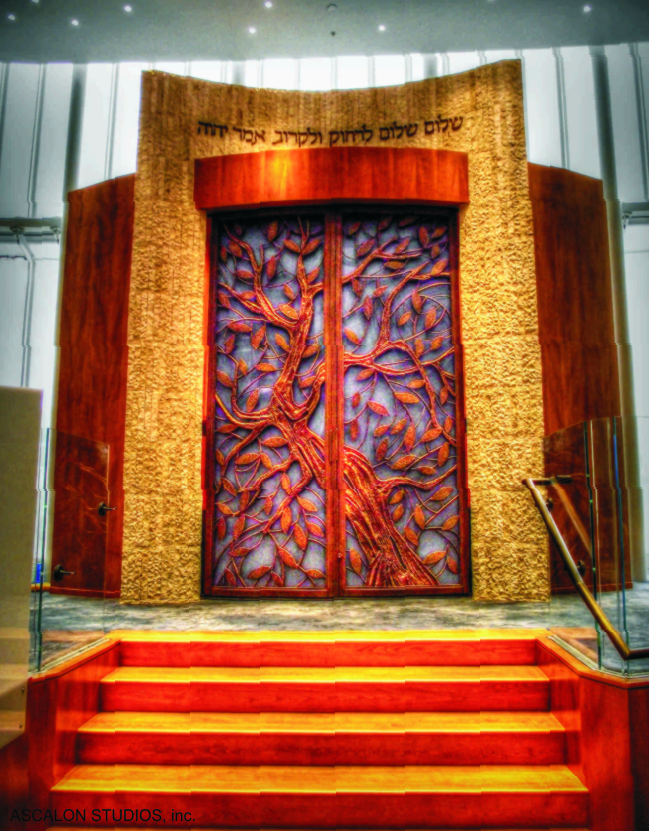
خشب الأرز وحجر القدس وتابوت توراة نحاسي في كنيس ميدان لينكولن في نيويورك
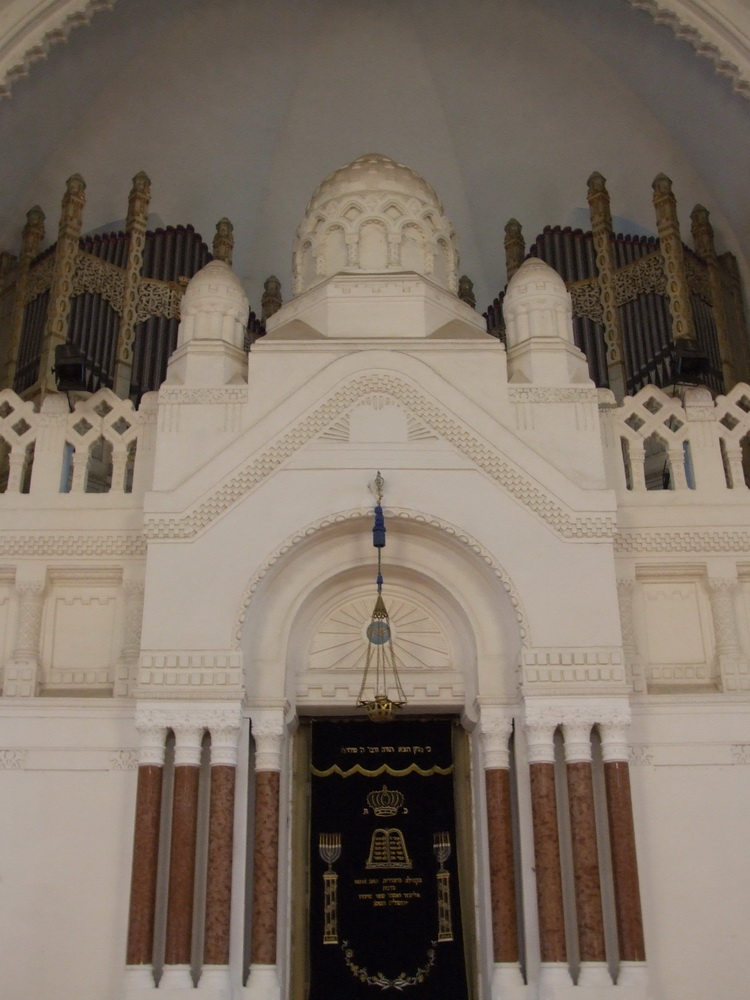
كنيس في نوفي ساد، صربيا
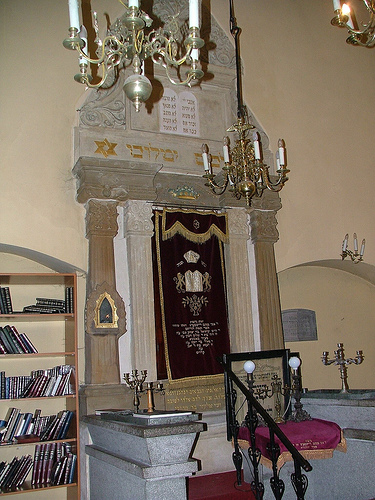
كراكوف، بولندا
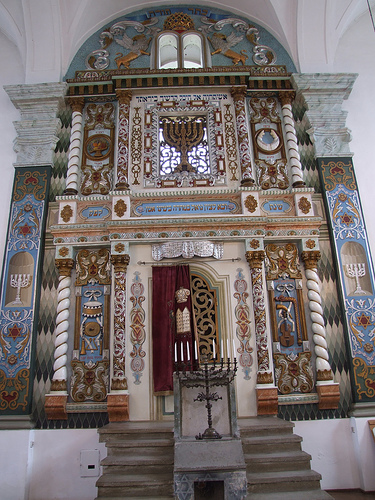
كنيس ولوداوا، ولوداوا، بولندا
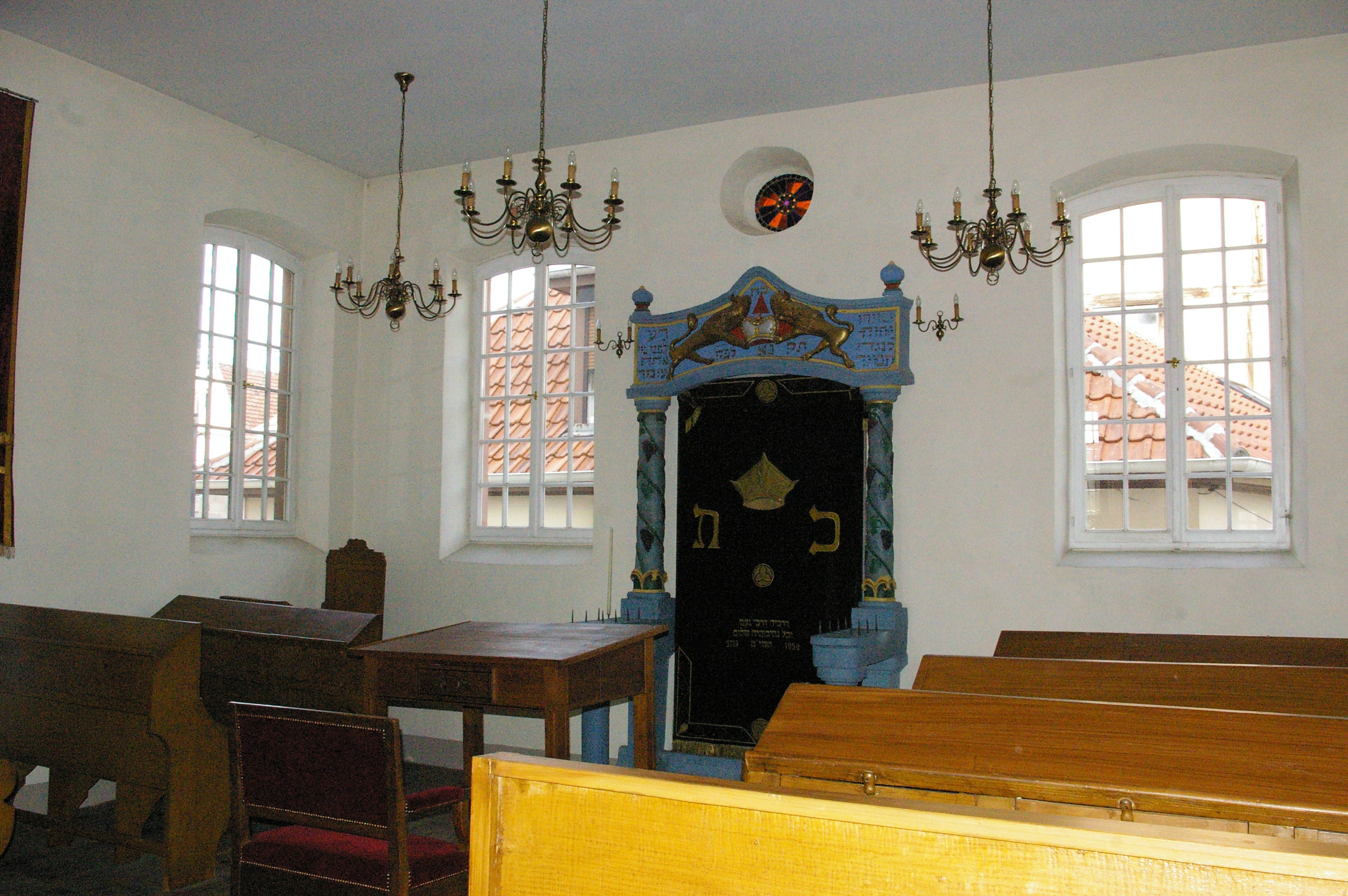
ألزاس
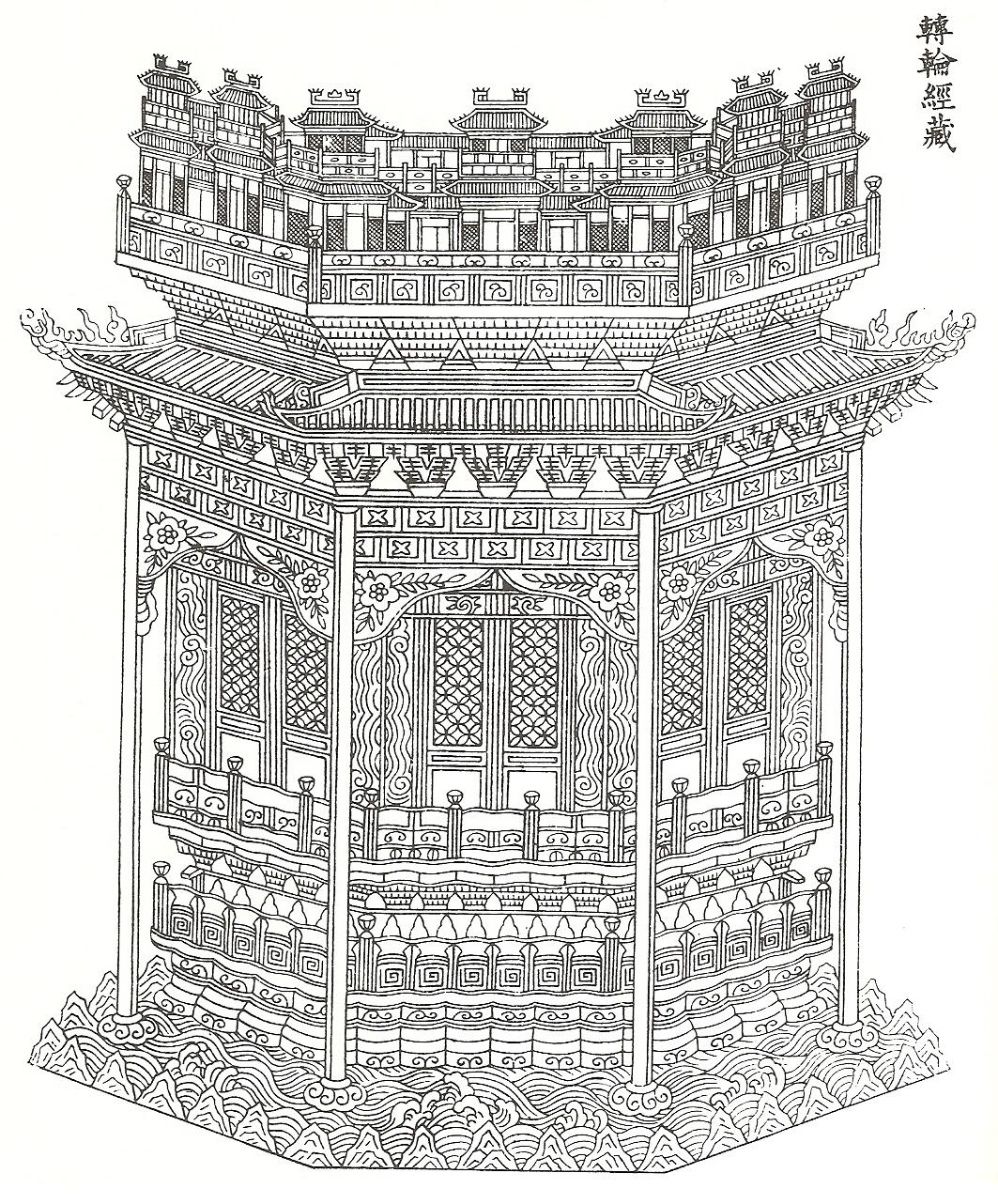
تابوت توراة مبني على تصميم صيني بوذي استعمله يهود كايفنغ
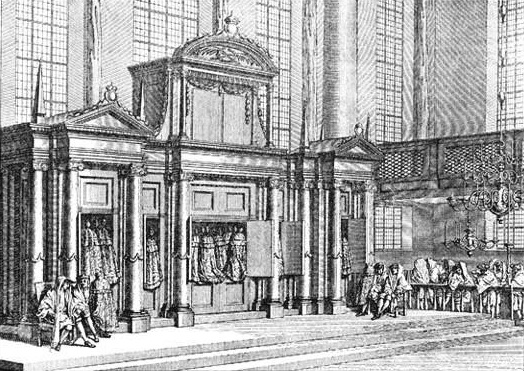
الكنيس البرتغالي في أمستردام
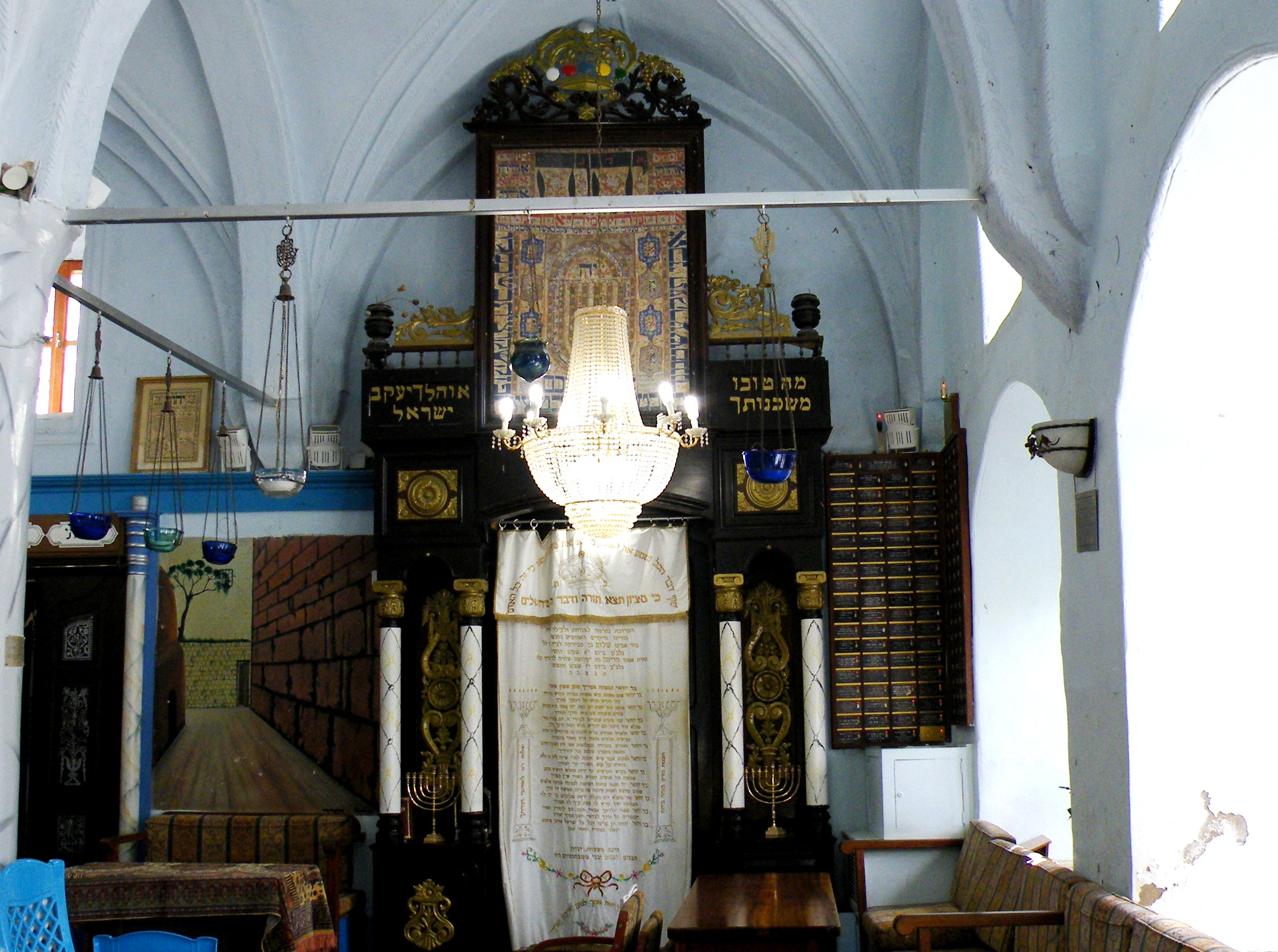
كنيس صفد
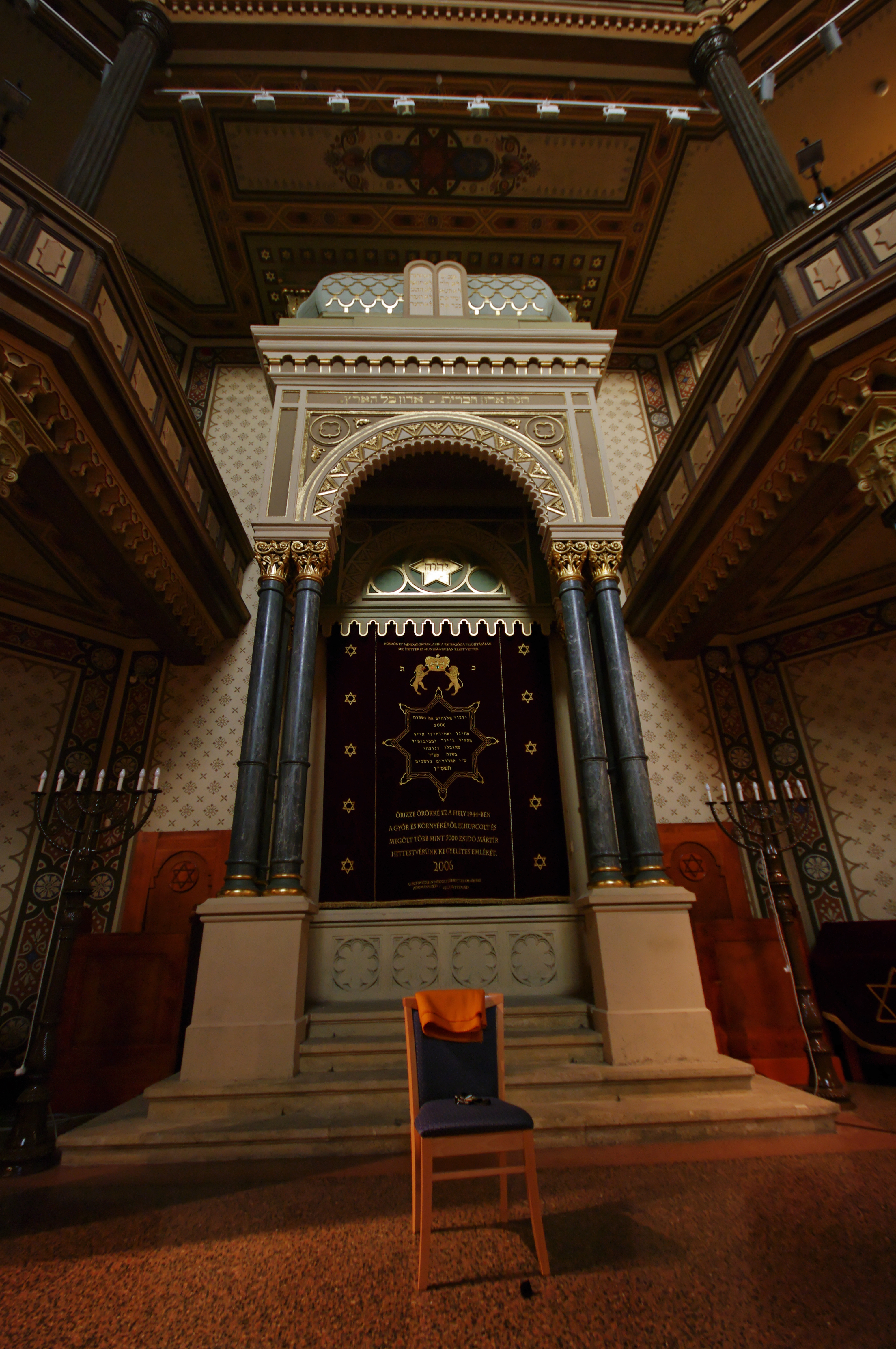
تابوت توراة في كنيس جيور، المجر